# Taio

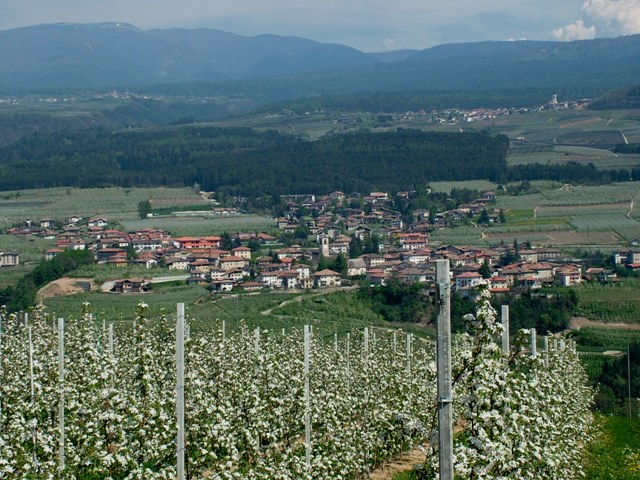
Toàn cảnh thị trấn Taio, được chụp từ phía tây

Taio là một đô thị ở tỉnh Trento ở vùng Trentino-Alto Adige/Südtirol của Ý, tọa lạc cách 30 km về phía bắc của Trento. Tại thời điểm ngày 31 tháng 12 năm 2004, đô thị này có dân số 2.694 người và diện tích là 11,3 km².
Taio giáp các đô thị: Coredo, Denno, Nanno, Sanzeno, Tassullo, Ton, Tres và Vervò.